# 눈싸움 (영화)
《눈싸움》(Bataille de boules de neige)은 1896년 프랑스의 단편 무성영화로, 루이 뤼미에르가 제작하였다.

## 상세
뤼미에르 형제가 초창기에 찍었던 여느 영화처럼 영사기와 촬영기를 겸한 시네마토그래프로 촬영하였으며, 35mm 필름에 화면비는 1.33:1로 제작되었다.
프랑스 리옹의 한 거리에서 스무 명 정도 되는 사람들이 눈싸움을 벌이는 풍경을 담은 영상이다. 전쟁터 한복판에 자전거 한 대가 지나가자 모든 사람들이 그를 향해 눈덩이를 던진다. 이 때문에 코미디 영화로도 분류된다.
뤼미에르의 모든 작품과 마찬가지로 촬영된 지 100년이 넘은 영화인 만큼 퍼블릭 도메인으로 저작권이 소멸되었기에 유튜브 등지의 인터넷상에서 감상할 수 있다.